# 佐藤幸治 (ボクサー)
佐藤 幸治（さとう こうじ、1980年12月11日 - ）は、日本の男子アマチュアボクシング選手、元プロボクサー。福島県相馬市生まれ、千葉県野田市出身。第40代・第42代OPBF東洋太平洋ミドル級王者。帝拳ボクシングジム所属。西武台千葉高等学校、日本大学卒業。

## 人物
父義弘は日本サラダ株式会社の代表取締役を勤めている。4兄弟の次男で長男賢治は全日本ライトミドル級・ミドル級優勝を果たしプロ入りし、三男もアマチュア強豪として知られ、四男貴則もインターハイフェザー級、高校選抜フェザー級優勝を成し遂げている。4兄弟とも高校・大学が同じである。
2008年2月のグアムキャンプ中には、宿泊先の池に誤って転落し心肺停止状態となった少年の救助を行ない、心臓マッサージなどを施して命を救った。

## 来歴

### アマチュア
中学3年生の時、兄の影響でボクシングを始める。高校3年時の1998年かながわ・ゆめ国体少年・インターハイ・高校選抜ライトウェルター級で優勝し、高校生では日本初のアジアジュニア大会に出場し銀メダルを獲得。
大学1年時の1999年全日本・くまもと未来国体成年ウェルター級優勝、2000年の2年時には全日本・とやま国体成年ライトミドル級優勝、2001年の3年時には全日本・新世紀・みやぎ国体成年ライトミドル級優勝、2002年4年時にはボクシング部のキャプテンを務めよさこい高知国体成年・全日本ライトミドル級優勝。
大学卒業後、自衛隊体育学校で2003年NEW!!わかふじ国体・全日本ミドル級優勝（全日本決勝では南京都高校3年、後のロンドンオリンピック金メダリスト・WBA世界ミドル級王者村田諒太に1回RSC勝利）と活躍し、全日本5連覇などを含む13冠を獲得。シドニーオリンピック・アテネオリンピックのアジア予選の日本代表になったが、準決勝でスリヤー・ソー・プルンチットに敗退し出場は叶わずプロに転向する。

### プロ
2004年、帝拳ボクシングジムに入門しB級ライセンスを取得。
2005年4月8日、ラスベガス・オーリンズで行われたプロデビュー戦では、フランシスコ・バルデスに初回KO勝利を収め、後に何度か経験したラスベガス合宿ではマイク・マッカラムの指導を受けた。同年9月25日には横浜アリーナのダブル世界戦のアンダーカードで李朱永に1回2分36秒TKO勝利を収めた。
2006年、B:Tight!に参戦。12月9日の決勝ではWBA世界ミドル級王座に挑戦経験のある保住直孝を3回1分17秒TKO勝ちで退けて優勝した。
2007年3月17日、プラディープ・シンが返上したため催されたOPBF東洋太平洋ミドル級王座決定戦で、同級1位のアダム・ベラを9回1分11秒TKO勝ちで退け王座を獲得に成功し、プロ初戴冠を果たした。同年8月4日、OPBF同級4位のデービッド・コスワラを2回1分54秒TKO勝ちで退けて初防衛に成功し、12月15日にはOPBF同級8位の小松学を3回KOで退け、2度目の防衛に成功した。翌2008年4月19日、OPBF同級5位・インドネシア王者バンバン・ルサディの2回終了時棄権により3度目の防衛に成功。同年9月6日には日本同級王者江口啓二を1回1分52秒TKO勝ちで下し、4度目の防衛に成功した。2009年1月3日、パシフィコ横浜のダブル世界戦のアンダーカードで前メキシコスーパーウェルター級王者でメキシコ同級2位のマルティン・アビラとノンタイトル10回戦を行い、2回2分18秒KO勝利を収めた。
2009年4月25日、無敗のまま世界初挑戦。ドイツ・クレーフェルトのケーニッヒ・パラストでWBA世界ミドル級王者フェリックス・シュトルムに挑んだが、王者の巧みなジャブに制され7回2分46秒TKO負けを喫した。プロ15戦目にして初黒星となった。6月5日、自身のブログで現役続行を表明した。
2009年12月13日、松下IMPホールで日本ミドル級王者でOPBF東洋太平洋同級王者の鈴木哲也にOPBF東洋太平洋ミドル級王座を懸けOPBF東洋太平洋同級2位として挑戦し、116-113、116-113、115-113の3-0で判定勝利を収め、返上した王座を再獲得した。翌2010年4月3日には韓国ミドル級王者でOPBF同級2位の李在明と対戦し、4回に2度のダウンを奪い、4回2分41秒TKO勝ちで初防衛に成功、同年7月3日にはOPBF東洋太平洋同級8位で韓国スーパーウェルター級2位の尹仁栄と対戦し、3回2分6秒KO勝ちを収め、2度目の防衛に成功した。
2010年12月4日、サロモン・ロドリゲス（メキシコ）とノンタイトル戦で対戦し、2回に右フックでロドリゲスからダウンを奪うが、4回終了間際にロドリゲスの右ストレートでプロ2度目のダウンを奪われるなど苦戦を強いられるも、5回に猛攻を浴びせ、最後は右フックでロドリゲスをリングに沈め5回0分37秒TKO勝ちを収めた。
2011年8月6日、後楽園ホールで氏家福太郎（新日本木村）とOPBF王座の3度目の防衛戦を行い、6回1分33秒TKO勝ちで3度目の防衛に成功した。
2011年12月12日、後楽園ホールで日本ミドル級王者淵上誠（八王子中屋）と日本・OPBFミドル級王座統一戦を行い、9回1分26秒TKO負けを喫し日本王座とOPBF王座の統一に失敗。日本王座の獲得に失敗すると共にOPBF王座の4度目の防衛にも失敗しOPBF王座を淵上に譲り渡す結果となった。
2012年6月19日、自身のブログで現役引退を発表した。
引退後は、不動産会社や世界を旅する豪華客船の従業員など職を経て、有名人をボディガードする警備会社に就職した。

### アマチュア復帰
引退から7年が経過した2019年6月30日、プロからアマへの転向が解禁されたことを受け、2020年東京オリンピックを目指すべく38歳でアマ復帰した。その初戦となる全日本選手権東京都予選で勝利するも、東京五輪予選出場選手を決める全日本選手権75キロ級（ミドル級）の準々決勝で森脇唯人に敗退し、東京オリンピック出場は叶わなかった。
2023年4月、東京都千代田区議会議員選挙に出馬したが落選した。

## 戦績
- アマチュアボクシング：136戦133勝 (101KO・RSC) 3敗[4]（※海外の国際大会での戦績を除く）
- プロボクシング：22戦20勝 (18KO) 2敗 (2KO)

| 戦           | 日付           | 勝敗 | 時間    | 内容    | 対戦相手                 | 国籍                 | 備考                                       |
| ------------ | -------------- | ---- | ------- | ------- | ------------------------ | -------------------- | ------------------------------------------ |
| 1            | 2005年4月8日   | 勝利 | 1R 0:56 | KO      | フランシスコ・バルデス   | アメリカ合衆国       | プロデビュー戦                             |
| 2            | 2005年7月2日   | 勝利 | 3R 1:27 | KO      | 金住泰                   | 韓国                 |                                            |
| 3            | 2005年9月25日  | 勝利 | 1R 2:36 | TKO     | 李朱永                   | 韓国                 |                                            |
| 4            | 2006年1月7日   | 勝利 | 3R 1:50 | TKO     | 崔光鎭                   | 韓国                 |                                            |
| 5            | 2006年4月1日   | 勝利 | 6R 1:58 | TKO     | 呉必勝                   | 韓国                 |                                            |
| 6            | 2006年8月19日  | 勝利 | 4R      | 判定3-0 | 岡田山金太郎             | 日本 （オサム）      |                                            |
| 7            | 2006年10月21日 | 勝利 | 1R 2:27 | TKO     | 鮎沢雅夫                 | 日本（新日本カスガ） |                                            |
| 8            | 2006年12月9日  | 勝利 | 3R 1:17 | TKO     | 保住直孝                 | 日本 （ヨネクラ）    | 第3回B:Tight!ミドル級決勝                  |
| 9            | 2007年3月17日  | 勝利 | 9R 1:11 | TKO     | アダム・ベラ             | オーストラリア       | OPBF東洋太平洋ミドル級王座決定戦           |
| 10           | 2007年8月4日   | 勝利 | 2R 1:54 | TKO     | デビッド・コスワラ       | インドネシア         | OPBF防衛1                                  |
| 11           | 2007年12月15日 | 勝利 | 3R 3:04 | KO      | 小松学                   | 日本 （ワタナベ）    | OPBF防衛2                                  |
| 12           | 2008年4月19日  | 勝利 | 2R終了  | TKO     | バンバン・ルサディ       | インドネシア         | OPBF防衛3                                  |
| 13           | 2008年9月6日   | 勝利 | 1R 1:52 | TKO     | 江口啓二                 | 日本 （姫路木下）    | OPBF防衛4                                  |
| 14           | 2009年1月3日   | 勝利 | 2R 2:18 | KO      | マルティン・アビラ       | メキシコ             |                                            |
| 15           | 2009年4月25日  | 敗北 | 7R 2:46 | TKO     | フェリックス・シュトルム | ドイツ               | WBA世界ミドル級タイトルマッチ              |
| 16           | 2009年12月13日 | 勝利 | 12R     | 判定3-0 | 鈴木哲也                 | 日本 （進光）        | OPBF東洋太平洋ミドル級タイトルマッチ       |
| 17           | 2010年4月3日   | 勝利 | 4R 2:41 | TKO     | 李在明                   | 韓国                 | OPBF防衛1                                  |
| 18           | 2010年7月3日   | 勝利 | 3R 2:06 | KO      | 尹仁栄                   | 韓国                 | OPBF防衛2                                  |
| 19           | 2010年12月4日  | 勝利 | 5R 0:37 | TKO     | サロモン・ロドリゲス     | メキシコ             |                                            |
| 20           | 2011年4月20日  | 勝利 | 1R 2:25 | KO      | アデ・アルフォンス       | インドネシア         |                                            |
| 21           | 2011年8月6日   | 勝利 | 6R 1:33 | KO      | 氏家福太郎               | 日本 （新日本木村）  | OPBF防衛3                                  |
| 22           | 2011年12月12日 | 敗北 | 9R 1:26 | TKO     | 淵上誠                   | 日本 （八王子中屋）  | 日本・OPBFミドル級王座統一戦／OPBF王座陥落 |
| テンプレート |                |      |         |         |                          |                      |                                            |

## 獲得タイトル

### アマチュア
| - 第53回国体少年の部ウェルター級優勝 - 第52回インターハイライトウェルター級優勝 - 第9回全国高校選抜ライトウェルター級優勝 - 第54回国体成年の部ウェルター級優勝 - 第69回全日本選手権ウェルター級優勝 - 第55回国体成年の部ライトミドル級優勝 - 第70回全日本選手権ライトミドル級優勝 - 第56回国体成年の部ライトミドル級優勝 - 第71回全日本選手権ライトミドル級優勝 - 第57回国体成年の部ライトミドル級優勝 - 第72回全日本選手権ライトミドル級優勝 - 第58回国体成年の部ミドル級優勝 - 第73回全日本選手権ミドル級優勝 | 受賞歴 - プロ・アマチュア年間表彰 - 1998年度アマチュア部門 新鋭賞 - 2000年度アマチュア部門 努力賞 - 2001年度アマチュア部門 優秀選手賞 - 2003年度アマチュア部門 努力賞 |

### プロ
- 第3回B:Tight!ミドル級優勝
- 第40代OPBF東洋太平洋ミドル級王座（防衛4度）
- 第42代OPBF東洋太平洋ミドル級王座（防衛3度）

受賞歴
- プロ・アマチュア年間表彰
  - 2008年度プロ部門 新鋭賞